# Bałtycki Teatr Tańca
Bałtycki Teatr Tańca – polski teatr tańca, działający w strukturach Opery Bałtyckiej w Gdańsku. 

## Historia
Teatr powstał 1 marca 2010 roku w miejsce Baletu Państwowej Opery Bałtyckiej. Dyrektorem artystycznym BTT była jego założycielka Izadora Weiss. Artystycznym ideałem i wzorem, do jakiego dążył BTT, był Nederlands Dans Theater ukształtowany przez choreografie Jiříego Kyliána, mistrza i nauczyciela Izadory Weiss. Bałtycki Teatr Tańca miał w swoim repertuarze spektakle Izadory Weiss i Jiříego Kyliána, jak również przedstawienia Emila Wesołowskiego czy Wojciecha Misiuro.
BTT był zapraszany, by pokazywać swoje spektakle poza Gdańskiem. Występował m.in. w Teatrze Narodowym w Warszawie i Teatrze Wielkim w Warszawie, a także w Poznaniu, Krakowie, Bielefeld i Bangkoku.
Latem 2016 zakończył działalność w ramach Opery Bałtyckiej. Jesienią tego samego roku rozpoczęto kontynuację pod nazwą Biały Teatr Tańca. W kwietniu 2018 rozpoczął współpracę z Teatrem Komedia w Warszawie.
W 2014 członkami zespołu byli:
Elżbieta Czajkowska-Kłos, Daniel Flores Pardo, Amelia Forrest, Beata Giza, Tura Gómez Coll, Sayaka Haruna, Hodei Iriarte Kaperotxipi, Franciszka Kierc, Bartosz Kondracki, Filip Löbl, Michał Łabuś, Natalia Madejczyk, Filip Michalak, Radosław Palutkiewicz, Oscar Pérez Romero, Harry Price, Agnieszka Wojciechowska i Paulina Wojtkowska.

## Repertuar
Repertuar Teatru: 
Spektakle Izadory Weiss: 
- Body Master
- Burza
- Cool Fire
- Czekając na...
- Fedra
- Fun
- Light
- Out
- Romeo i Julia
- Windows
- Sen nocy letniej
- Śmierć i dziewczyna
- Święto wiosny

Spektakle Jiříego Kyliána:
- Falling Angels
- No More Play
- Sarabande
- Six Dances

Pozostałe spektakle:
- spektakl Emila Wesołowskiego - Chopinart - Ballady
- spektakl Emila Wesołowskiego - Chopinart - Koncert
- spektakl Patricka Delcroix - Clash
- Sergiusz Prokofiew - Kopciuszek
- spektakl Wojciecha Misiuro - Sen
- spektakl Wojciecha Misiuro - Tamashi